# Ципка
Ципка — річка в Туапсинському районі Краснодарського краю.Притока річки Туапсе.
Довжина 14 км, має декілька дрібних приток. Річка бере початок на південному схилі гори Агой і впадає в річку Туапсе біля селища Ципка.